# 游戏开发者选择奖
游戏开发者选择奖（英語：Game Developers Choice Awards，简称GDCA）是一个美国的由游戏开发者大会主办的电子游戏业界奖项，旨在鼓励嘉奖过去一年内杰出的游戏开发者和电子游戏。该奖项从2001年开始举办，其前身是游戏开发者大会的聚光灯大奖。

## 奖项

### 主要奖项
- 年度游戏（Game of the Year）：对于在过去一年里发售的最棒的电子游戏的嘉奖，由游戏开发者协会的成员评出。
- 最佳处女作品（Best Debut Game）：等同于“新工作室成就奖”，对于在过去一年里公开发售了他们第一款游戏并取得了杰出成就的游戏开发工作室的嘉奖。从2009年开始颁发。
- 最佳掌上游戏（Best Handheld Game）：对于在过去一年里在掌上游戏机以及掌上移动平台上发售的杰出游戏作品的嘉奖。
- 最佳下载游戏（Best Downloadable Game）：对于在过去一年里在各个平台上仅通过数字下载的形式发售的杰出游戏作品的嘉奖。
- 杰出音效（Excellence in Audio）：对于在过去一年里发售的在声音效果方面表现出众的游戏作品的嘉奖。评判内容包括但不限于声音效果、音乐创作、声音设计、编排等方面。
- 杰出游戏设计/最佳游戏设计（Excellence in Game Design/Best Design）：对于在过去一年里发售的在游戏设计方面表现出众的游戏作品的嘉奖。评判内容包括但不限于游戏机制、解迷设计、游戏平衡性、场景设计等方面。
- 最佳技术（Best Technology）：对于在过去一年里发售的在游戏技术方面表现出众的游戏作品的嘉奖。评判内容包括但不限于图形程序、人工智能、网络、物理效果等方面。
- 杰出视觉艺术（Excellence in Visual Arts）：对于在过去一年里发售的在视觉艺术方面表现出众的游戏作品的嘉奖。评判内容包括但不限于动画、模型、艺术指导、灯光材质效果等方面。
- 杰出剧本/最佳叙事（Excellence in Writing/Best Narrative）：对于在过去一年里发售的在游戏剧本方面表现出众的游戏作品的嘉奖。评判内容包括但不限于故事、剧情结构、对话、叙述分支等方面。
- 游戏创新聚光灯（Game Innovation Spotlights）：对于那些展现出实质创新，在艺术层面上的推进，将电子游戏作为一种表达媒介并不断拓展其界限的游戏作品的嘉奖。目前该奖项可有三个获奖名额。

### 已停颁奖项
- 新工作室成就奖（New Studio Archive，2001-2007）：对于在过去一年里公开发售了他们第一款游戏并取得了杰出成就的游戏开发工作室的嘉奖。该奖项在2008年暂停了一次，后由“最佳处女作品”代替。
- 最佳角色设计（Character Design Archives，2001-2007）：对于在过去一年里公开发售的游戏中对游戏角色有杰出设计的嘉奖。评判内容包括但不限于原创性、角色曲线、情感深度等方面。
- 杰出编程（Programming Archive，2001-2004）：对于在过去一年里公开发售的游戏中在编程方面有杰出设计的嘉奖。目前并入杰出游戏设计/最佳游戏设计。
- 杰出关卡设计（Level Design Archive，2001-2003）：对于在过去一年里公开发售的游戏中对关卡有杰出设计的嘉奖。目前并入杰出游戏设计/最佳游戏设计。

## 获奖列表

### 主要奖项
| 年份 | 年度游戏               | 最佳工作室处女作品 | 最佳掌上游戏               | 最佳下载游戏 | 杰出音效            | 杰出游戏设计/ 最佳游戏设计 | 最佳技术            | 杰出视觉艺术            | 杰出剧本/ 最佳叙事     | 游戏创新聚光灯                                           | 最佳角色设计           | 杰出关卡设计   | 杰出编程         | 最佳新社交/网络游戏 |
| ---- | ---------------------- | ------------------ | -------------------------- | ------------ | ------------------- | -------------------------- | ------------------- | ----------------------- | ---------------------- | -------------------------------------------------------- | ---------------------- | -------------- | ---------------- | ------------------- |
| 2000 | 模拟人生               | 反恐精英           | 未设立                     | 未设立       | 暗黑破壞神II        | 杀出重围                   | 未设立              | Jet Set Radio           | 未设立                 | 反恐精英、疯狂出租车、Jet Set Radio、 杀出重围、无人永生 | 人面鱼                 | 爱丽丝梦游魔境 | 模拟人生         | 未设立              |
| 2001 | 俠盜獵車手III          | 闪点行动：雷霆救兵 | 未设立                     | 未设立       | 光环：战斗进化      | 俠盜獵車手III              | 未设立              | ICO                     | 未设立                 | 黑与白、俠盜獵車手III、ICO、Majestic、Rez                | 杰克和达斯特           | ICO            | 黑与白           | 未设立              |
| 2002 | 银河战士Prime          | 银河战士Prime      | 未设立                     | 未设立       | 荣誉勋章：联合袭击  | 战地1942                   | 未设立              | 王国之心                | 细胞分裂               | 動物之森、荣誉勋章：联合袭击、 战地1942、The Thing       | 狡狐大冒险             | 银河战士Prime  | 无冬之夜系列     | 未设立              |
| 2003 | 星際大戰：舊共和國武士 | 使命召唤           | 未设立                     | 未设立       | 使命召唤            | 波斯王子：时之砂           | 未设立              | 塞尔达传说 风之杖       | 星際大戰：舊共和國武士 | EyeToy: Play、红侠乔依、 瓦里奥制造                      | 星際大戰：舊共和國武士 | 不適用         | 波斯王子：时之砂 | 未设立              |
| 2004 | 半条命2                | 孤岛惊魂           | 未设立                     | 未设立       | 光环2               | 块魂                       | 半条命2             | 魔兽世界                | 半条命2                | I Love Bees、块魂、大金刚鼓                              | 半条命2                | 不適用         | 不適用           | 未设立              |
| 2005 | 旺达与巨像             | 脑航员             | 未设立                     | 未设立       | 吉他英雄            | 旺达与巨像                 | 任天狗              | 旺达与巨像              | 脑航员                 | 任天狗、吉他英雄                                         | 旺达与巨像             | 不適用         | 不適用           | 未设立              |
| 2006 | 战争机器               | 泰坦之旅           | 未设立                     | 未设立       | 吉他英雄II          | Wii Sports                 | 战争机器            | 战争机器                | 塞尔达传说 黄昏公主    | 线条骑士、大神、Wii Sports                               | 大神                   | 不適用         | 不適用           | 未设立              |
| 2007 | 傳送門                 | 不適用             | 薩爾達傳說 夢幻沙漏        | 浮游世界     | 生化奇兵            | 傳送門                     | 孤岛危机            | 生化奇兵                | 生化奇兵               | 傳送門                                                   | 不適用                 | 不適用         | 不適用           | 不適用              |
| 2008 | 辐射3                  | 小小大星球         | 战神：奥林匹斯之链         | 粘粘世界     | 死亡空间            | 小小大星球                 | 小小大星球          | 波斯王子                | 辐射3                  | 小小大星球                                               | 不適用                 | 不適用         | 不適用           | 不適用              |
| 2009 | 神秘海域2：纵横四海    | 火炬之光           | 涂鸦冒险家                 | 花           | 神秘海域2：纵横四海 | 蝙蝠侠：阿卡姆疯人院       | 神秘海域2：纵横四海 | 神秘海域2：纵横四海     | 神秘海域2：纵横四海    | 涂鸦冒险家                                               | 不適用                 | 不適用         | 不適用           | FarmVille           |
| 2010 | 荒野大镖客：救赎       | Minecraft          | 割绳子                     | Minecraft    | 荒野大镖客：救赎    | 荒野大镖客：救赎           | 荒野大镖客：救赎    | 地狱边境                | 质量效应2              | Minecraft                                                | 不適用                 | 不適用         | 不適用           | 不適用              |
| 2011 | 上古卷轴V：天际        | 堡垒               | 超级兄弟：剑与巫术         | 堡垒         | 传送门2             | 传送门2                    | 战地3               | 神秘海域3：德雷克的诡计 | 传送门2                | Johann Sebastian Joust                                   | 不適用                 | 不適用         | 不適用           | 不適用              |
| 2012 | 风之旅人               | 超越光速           | The Room                   | 风之旅人     | 风之旅人            | 风之旅人                   | 孤岛惊魂3           | 风之旅人                | 行屍                   | 风之旅人                                                 | 不適用                 | 不適用         | 不適用           | 不適用              |
| 2013 | 最后生还者             | Gone Home          | 塞尔达传说 众神的三角力量2 | 请出示文件   | 生化奇兵 无限       | 最后生还者                 | 侠盗猎车手V         | 生化奇兵 无限           | 最后生还者             | 请出示文件                                               | 不適用                 | 不適用         | 不適用           | 不適用              |
| 2014 | 中土世界：暗影魔多     | 旗帜的传说         | 纪念碑谷                   | 不適用       | 異形：孤立          | 炉石传说                   | 命运                | 纪念碑谷                | 肯塔基州零號公路       | 纪念碑谷                                                 | 不適用                 | 不適用         | 不適用           | 不適用              |
| 2015 | 巫师3 狂猎             | 奧里與迷失森林     | Her Story                  | 不適用       | 节奏地牢            | 火箭联盟                   | 巫师3 狂猎          | 奧里與迷失森林          | Her Story              | Her Story                                                | 不適用                 | 不適用         | 不適用           | 不適用              |
|      |                        |                    |                            |              |                     |                            |                     |                         |                        |                                                          | 最佳VR/AR游戏          | 观众奖         |                  |                     |
| 2016 | 守望先锋               | 看火人             | 精灵宝可梦GO               | 不適用       | Inside              | 守望先锋                   | 神秘海域4：盗贼末路 | Inside                  | 看火人                 | 无人深空                                                 | 职业模拟器             | 战地1          | 不適用           | 不適用              |
| 2017 | 塞尔达传说 旷野之息    | 茶杯头             | 画中世界                   | 不適用       | 塞尔达传说 旷野之息 | 塞尔达传说 旷野之息        | 地平线 零之曙光     | 茶杯头                  | 伊迪芬奇的秘密         | 画中世界                                                 | 燥热                   | 尼尔：机械纪元 | 不適用           | 不適用              |
| 2018 | 戰神                   | Florence           | Florence                   | 不適用       | 蔚蓝                | 陷阵之志                   | 荒野大镖客：救赎2   | Gris                    | 奥伯拉丁的回归         | 任天堂Labo                                               | 节奏光剑               | 节奏光剑       | 不適用           | 不適用              |
| 2019 | 鹅作剧                 | 极乐迪斯科         | 高什么尔夫                 | 不適用       | 控制                | 巴巴是你                   | 控制                | 控制                    | 极乐迪斯科             | 巴巴是你                                                 | Vader Immortal         | Sky光·遇       | 不適用           | 不適用              |
| 2020 | 哈迪斯                 | 恐鬼症             | 原神                       | 不適用       | 哈迪斯              | 哈迪斯                     | 微軟模擬飛行        | 对马岛之魂              | 最后生还者 第II章      | 梦想大创造                                               | 半衰期：爱莉克斯       | 对马岛之魂     | 不適用           | 不適用              |
| 2021 | 邪恶冥刻               | 英灵神殿           | 不適用                     | 不適用       | Unpacking           | 双人成行                   | 瑞奇与叮当 时空跳转 | 瑞奇与叮当 时空跳转     | 脑航员2                | Unpacking                                                | 不適用                 | 英灵神殿       | 不適用           | 不適用              |
| 2022 | 艾尔登法环             | 迷失               | 不適用                     | 不適用       | 战神：诸神黄昏      | 艾尔登法环                 | 战神：诸神黄昏      | 艾尔登法环              | 隐迹渐现               | 传世不朽                                                 | 不適用                 | 战神：诸神黄昏 | 不適用           | 不適用              |
| 2023 | 博德之门3              | 薇妮巴一家         | 不適用                     | 不適用       | 完美音浪            | 博德之门3                  | 塞尔达传说 王国之泪 | 心灵杀手2               | 博德之门3              | 塞尔达传说 王国之泪                                      | 不適用                 | 博德之门3      | 不適用           | 不適用              |

### 主要获奖人

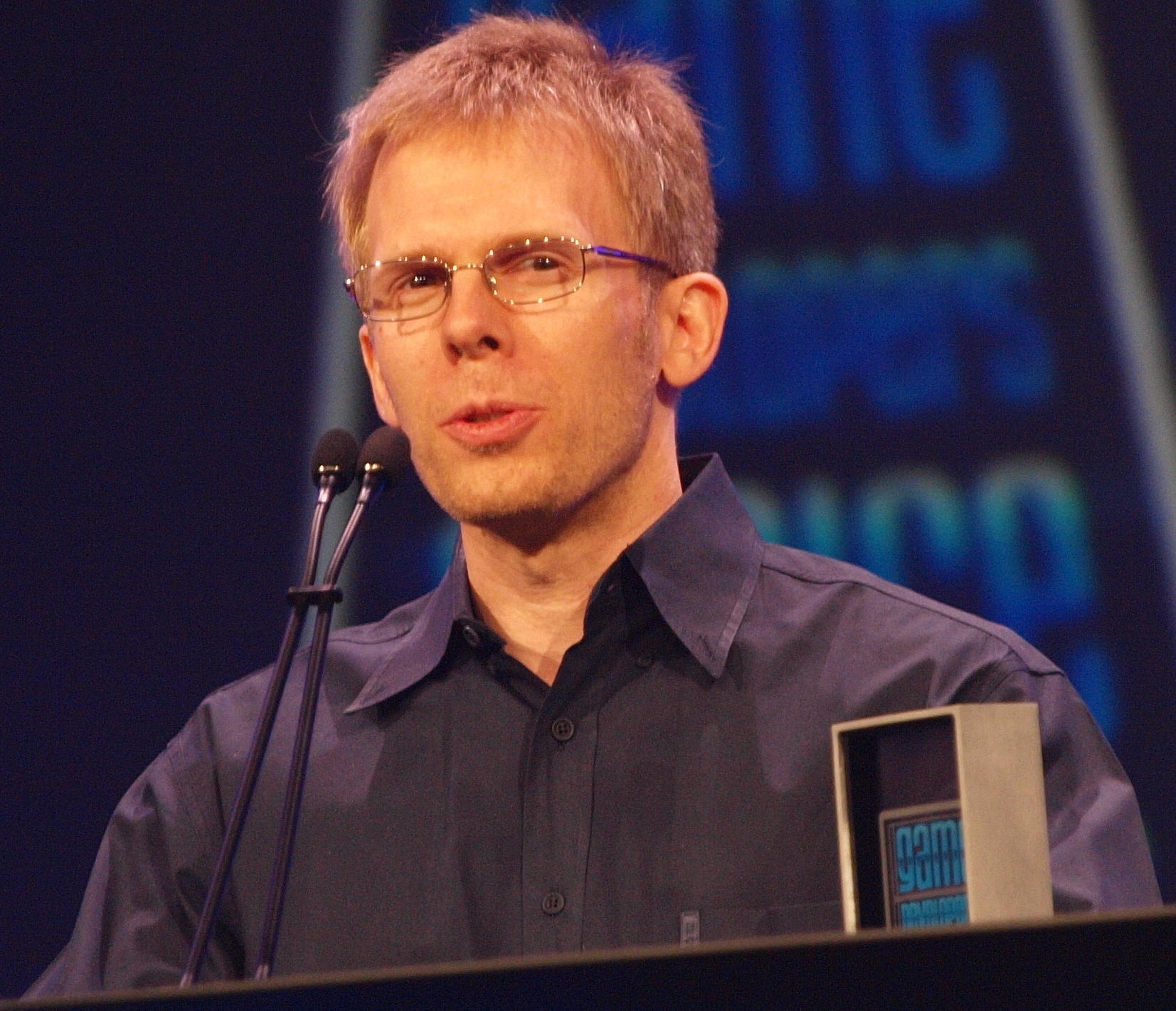
約翰·卡馬克在2010年游戏开发者选择奖上进行获奖感言

| 年份 | 终身成就奖                 | 先锋奖                                                      | IGDA社区贡献奖   | 大使奖                                |
| ---- | -------------------------- | ----------------------------------------------------------- | ---------------- | ------------------------------------- |
| 2000 | 威尔·莱特                  | 兰迪·范默、切普·莫宁斯塔                                    | 約翰·卡馬克      | 未设立                                |
| 2001 | 中裕司                     | 休伯特·查多特                                               | 杰夫·兰德尔      | 未设立                                |
| 2002 | 橫井軍平                   | 大卫·克兰、拉里·卡普兰、吉米·利维、阿兰·米勒、鲍勃·怀特海德 | 道格·澈弛        | 未设立                                |
| 2003 | 马克·塞尔尼                | 松浦雅也                                                    | 雷·慕扎克        | 未设立                                |
| 2004 | 尤金·贾维斯                | 理查德·巴特尔                                               | 谢里·格拉纳·雷   | 未设立                                |
| 2005 | 理查德·加里奥特            | 唐·伍德斯、威廉·克劳瑟                                      | 克里斯·海克尔    | 未设立                                |
| 2006 | 宫本茂                     | 阿列克谢·帕基特诺夫                                         | 乔治·桑格        | 未设立                                |
| 2007 | 席德·梅爾                  | 拉夫·亨利·贝尔                                              | 从此由大使奖替代 | 杰森·德拉·罗卡                        |
| 2008 | 小岛秀夫                   | 亚历克斯·雷格普洛斯、艾兰·伊戈滋                            | 不適用           | 汤米·泰拉雷克                         |
| 2009 | 約翰·卡馬克                | 加布·纽维尔                                                 | 不適用           | 杰瑞·霍金斯、麦克·卡胡里克、罗伯特·邱 |
| 2010 | 彼得·莫利纽克斯            | 铃木裕                                                      | 不適用           | 蒂姆·布伦格尔、伊恩·麦肯齐            |
| 2011 | 沃伦·斯佩克特              | 戴夫·索尔                                                   | 不適用           | 肯尼斯·多罗修、保罗·M·史密斯          |
| 2012 | 雷·慕扎克、格雷格·塞斯查克 | 史帝芬·罗素                                                 | 不適用           | 克里斯·梅里西诺斯                     |
| 2013 | 久夛良木健                 | 布兰登·贝克、马克·梅里尔                                    | 不適用           | 阿妮塔·萨克伊西恩                     |
| 2014 | 坂口博信                   | 大卫·布莱本                                                 | 不適用           | 布伦达·罗梅罗                         |
| 2015 | 陶德·霍华德                | 馬庫斯·阿列克謝·泊松                                        | 不適用           | 特蕾西·富勒顿                         |
| 2016 | 蒂姆·斯维尼                | 乔丹·马克内                                                 | 不適用           | 马克·德罗拉                           |
| 2017 | 提姆·谢弗                  | 无                                                          | 不適用           | 雷米·伊斯梅尔                         |
| 2018 | 艾米·亨尼格                | 小玉理惠子                                                  | 不適用           | 不適用                                |
| 2019 | 不適用                     | 罗伯塔·威廉姆斯                                             | 不適用           |                                       |
| 2020 | 劳拉恩·麦克威廉姆斯        | 汤姆·弗尔普                                                 | 不適用           | 不適用                                |
| 2021 | 堀井雄二                   | 不適用                                                      | 不適用           | 史蒂夫·斯庞                           |
| 2022 | 约翰·罗梅洛                | 梅布尔·阿迪斯                                               | 不適用           | 不適用                                |